# Teddy Lučić
Teddy Mark Sime Lučić (Biskopsgården, 15 aprile 1973) è un allenatore di calcio ed ex calciatore svedese, di ruolo difensore.

## Biografia
Nasce in Svezia nel 1973 da padre croato, Krešimir, calciatore trasferitosi nel paese scandinavo nel 1966 con la moglie Annis, finlandese. Da ragazzo frequenta la scuola Bjurslätt sull'isola di Hisingen (presso Göteborg), che sorge ad appena 500 metri dal centro di allenamento dell'Häcken.

## Caratteristiche tecniche
Era un difensore in grado di occupare tutte le posizioni della retroguardia, ma prediligeva il ruolo di centrale.

## Carriera

### Calciatore

#### Club
Difensore, inizia a giocare a calcio nelle giovanili del Lundby, con la cui prima squadra esordisce all'età di 18 anni e colleziona, in un triennio, 44 presenze nelle serie minori svedesi, con 10 gol segnati. Nel 1993 si trasferisce al Västra Frölunda, con cui colleziona 68 partite in due anni nel massimo campionato svedese. Nel 1996 viene ceduto al IFK Göteborg, con cui ottiene 58 presenze e 2 reti in due anni e vince il titolo nazionale nel 1996.
Nel dicembre del 1998 viene ingaggiato a parametro zero dal Bologna, con cui debutta nel gennaio 1999. In due anni non riesce a trovare spazio nella squadra felsinea, con cui scende in campo solo in 9 occasioni in Serie A.
Rientrato in patria nel 2000, si accasa all'AIK, in cui milita per un altro biennio, con 58 presenze e 2 gol all'attivo.
Nel 2002-2003 veste la maglia del Leeds Utd, in prestito dall'AIK, raccogliendo 17 presenze e un gol in Premier League, messo a segno nella partita persa per 3-2 contro il Chelsea nel gennaio 2003.
Nel maggio del 2003 firma per il Bayer Leverkusen, dove si trasferisce a titolo definitivo, ma colleziona solo 11 presenze in Bundesliga in due anni.
Torna dunque in patria, all'Häcken, con cui totalizza 70 presenze e 8 reti dal 2005 al 2008. Chiude la carriera all'Elfsborg, in cui milita dal 2008 come componente dell'undici titolare, prima di ritirarsi il 7 novembre 2010.

#### Nazionale
Incluso nella lista dei convocati della nazionale maggiore svedese per il campionato del mondo 1994, si aggiudica il terzo posto nella rassegna, in cui però non scende mai in campo. Con la nazionale maggiore esordisce il 4 giugno 1995 al Villa Park di Birmingham in Brasile-Svezia (1-0), incontro valido per la Umbro Cup.
Con la nazionale svedese, con cui ha partecipato al campionato del mondo nel 1994, nel 2002 e nel 2006 e al campionato d'Europa nel 2000 e nel 2004, ha racimolato complessivamente 87 presenze tra il 1995 e il 2006.

### Allenatore
Il 1º gennaio 2018 viene nominato allenatore della formazione Under-19 dell'Häcken.

## Statistiche

### Cronologia presenze e reti in nazionale
| Cronologia completa delle presenze e delle reti in nazionale ― Svezia | Cronologia completa delle presenze e delle reti in nazionale ― Svezia | Cronologia completa delle presenze e delle reti in nazionale ― Svezia | Cronologia completa delle presenze e delle reti in nazionale ― Svezia | Cronologia completa delle presenze e delle reti in nazionale ― Svezia | Cronologia completa delle presenze e delle reti in nazionale ― Svezia | Cronologia completa delle presenze e delle reti in nazionale ― Svezia | Cronologia completa delle presenze e delle reti in nazionale ― Svezia |
| Data                                                                  | Città                                                                 | In casa                                                               | Risultato                                                             | Ospiti                                                                | Competizione                                                          | Reti                                                                  | Note                                                                  |
| --------------------------------------------------------------------- | --------------------------------------------------------------------- | --------------------------------------------------------------------- | --------------------------------------------------------------------- | --------------------------------------------------------------------- | --------------------------------------------------------------------- | --------------------------------------------------------------------- | --------------------------------------------------------------------- |
| 4-6-1995                                                              | Birmingham                                                            | Brasile                                                               | 2 – 1                                                                 | Svezia                                                                | Amichevole                                                            | -                                                                     |                                                                       |
| 8-6-1995                                                              | Leeds                                                                 | Inghilterra                                                           | 3 – 3                                                                 | Svezia                                                                | Amichevole                                                            | -                                                                     |                                                                       |
| 10-6-1995                                                             | Nottingham                                                            | Giappone                                                              | 2 – 2                                                                 | Svezia                                                                | Amichevole                                                            | -                                                                     |                                                                       |
| 11-10-1995                                                            | Solna                                                                 | Svezia                                                                | 2 – 0                                                                 | Scozia                                                                | Amichevole                                                            | -                                                                     | 90’                                                                   |
| 15-11-1995                                                            | Solna                                                                 | Svezia                                                                | 2 – 2                                                                 | Turchia                                                               | Qual. Euro 1996                                                       | -                                                                     |                                                                       |
| 19-2-1996                                                             | Hong Kong                                                             | Hong Kong League XI                                                   | 0 – 1                                                                 | Svezia                                                                | Lunar New Year Cup 1996 - Semifinale                                  | -                                                                     |                                                                       |
| 22-2-1996                                                             | Hong Kong                                                             | Giappone                                                              | 1 – 1 dts (4 – 5 dtr)                                                 | Svezia                                                                | Lunar New Year Cup 1996 - Finale                                      | -                                                                     |                                                                       |
| 25-2-1996                                                             | Brisbane                                                              | Australia                                                             | 0 – 2                                                                 | Svezia                                                                | Amichevole                                                            | -                                                                     |                                                                       |
| 28-2-1996                                                             | Sydney                                                                | Australia                                                             | 0 – 0                                                                 | Svezia                                                                | Amichevole                                                            | -                                                                     |                                                                       |
| 16-5-1996                                                             | Seul                                                                  | Corea del Sud                                                         | 0 – 2                                                                 | Svezia                                                                | Amichevole                                                            | -                                                                     | 73’                                                                   |
| 14-8-1996                                                             | Göteborg                                                              | Svezia                                                                | 0 – 1                                                                 | Danimarca                                                             | Amichevole                                                            | -                                                                     | 46’                                                                   |
| 9-2-1997                                                              | Bangkok                                                               | Romania                                                               | 0 – 2                                                                 | Svezia                                                                | King's Cup 1997 - 1º turno                                            | -                                                                     |                                                                       |
| 13-2-1997                                                             | Bangkok                                                               | Giappone                                                              | 0 – 1                                                                 | Svezia                                                                | King's Cup 1997 - 1º turno                                            | -                                                                     |                                                                       |
| 12-3-1997                                                             | Ramat Gan                                                             | Israele                                                               | 0 – 1                                                                 | Svezia                                                                | Amichevole                                                            | -                                                                     | 72’                                                                   |
| 2-4-1997                                                              | Parigi                                                                | Francia                                                               | 1 – 0                                                                 | Svezia                                                                | Amichevole                                                            | -                                                                     |                                                                       |
| 24-1-1998                                                             | Orlando                                                               | Stati Uniti                                                           | 1 – 0                                                                 | Svezia                                                                | Amichevole                                                            | -                                                                     |                                                                       |
| 25-3-1998                                                             | Vigo                                                                  | Spagna                                                                | 4 – 0                                                                 | Svezia                                                                | Amichevole                                                            | -                                                                     | 70’                                                                   |
| 22-4-1998                                                             | Solna                                                                 | Svezia                                                                | 0 – 0                                                                 | Francia                                                               | Amichevole                                                            | -                                                                     |                                                                       |
| 19-8-1998                                                             | Örebro                                                                | Svezia                                                                | 1 – 0                                                                 | Russia                                                                | Amichevole                                                            | -                                                                     | 46’                                                                   |
| 5-9-1998                                                              | Solna                                                                 | Svezia                                                                | 2 – 1                                                                 | Inghilterra                                                           | Qual. Euro 2000                                                       | -                                                                     | 82’                                                                   |
| 14-10-1998                                                            | Burgas                                                                | Bulgaria                                                              | 0 – 1                                                                 | Svezia                                                                | Qual. Euro 2000                                                       | -                                                                     | 18’ 76’                                                               |
| 10-2-1999                                                             | Tunisi                                                                | Tunisia                                                               | 0 – 1                                                                 | Svezia                                                                | Amichevole                                                            | -                                                                     | 65’                                                                   |
| 27-3-1999                                                             | Göteborg                                                              | Svezia                                                                | 2 – 0                                                                 | Lussemburgo                                                           | Qual. Euro 2000                                                       | -                                                                     | 79’                                                                   |
| 31-3-1999                                                             | Chorzów                                                               | Polonia                                                               | 0 – 1                                                                 | Svezia                                                                | Qual. Euro 2000                                                       | -                                                                     |                                                                       |
| 28-4-1999                                                             | Dublino                                                               | Irlanda                                                               | 2 – 0                                                                 | Svezia                                                                | Amichevole                                                            | -                                                                     |                                                                       |
| 18-8-1999                                                             | Malmö                                                                 | Svezia                                                                | 0 – 0                                                                 | Austria                                                               | Amichevole                                                            | -                                                                     |                                                                       |
| 8-9-1999                                                              | Lussemburgo                                                           | Lussemburgo                                                           | 0 – 1                                                                 | Svezia                                                                | Qual. Euro 2000                                                       | -                                                                     |                                                                       |
| 31-1-2000                                                             | La Manga                                                              | Svezia                                                                | 1 – 0                                                                 | Danimarca                                                             | Amichevole                                                            | -                                                                     |                                                                       |
| 4-2-2000                                                              | La Manga                                                              | Svezia                                                                | 1 – 1                                                                 | Norvegia                                                              | Amichevole                                                            | -                                                                     | 72’                                                                   |
| 26-4-2000                                                             | Copenaghen                                                            | Danimarca                                                             | 0 – 1                                                                 | Svezia                                                                | Amichevole                                                            | -                                                                     | 57’                                                                   |
| 10-6-2000                                                             | Bruxelles                                                             | Belgio                                                                | 2 – 1                                                                 | Svezia                                                                | Euro 2000 - 1º turno                                                  | -                                                                     | 46’                                                                   |
| 15-6-2000                                                             | Eindhoven                                                             | Svezia                                                                | 0 – 0                                                                 | Turchia                                                               | Euro 2000 - 1º turno                                                  | -                                                                     |                                                                       |
| 16-8-2000                                                             | Reykjavík                                                             | Islanda                                                               | 2 – 1                                                                 | Svezia                                                                | Amichevole                                                            | -                                                                     |                                                                       |
| 10-2-2001                                                             | Bangkok                                                               | Thailandia                                                            | 1 – 4                                                                 | Svezia                                                                | King's Cup 2001 - 1º turno                                            | -                                                                     |                                                                       |
| 14-2-2001                                                             | Bangkok                                                               | Qatar                                                                 | 0 – 0                                                                 | Svezia                                                                | King's Cup 2001 - 1º turno                                            | -                                                                     |                                                                       |
| 17-2-2001                                                             | Bangkok                                                               | Cina                                                                  | 0 – 3                                                                 | Svezia                                                                | King's Cup 2001 - Finale                                              | -                                                                     | 73’                                                                   |
| 25-4-2001                                                             | Ginevra                                                               | Svizzera                                                              | 0 – 2                                                                 | Svezia                                                                | Amichevole                                                            | -                                                                     |                                                                       |
| 2-6-2001                                                              | Solna                                                                 | Svezia                                                                | 2 – 0                                                                 | Slovacchia                                                            | Qual. Mondiali 2002                                                   | -                                                                     |                                                                       |
| 6-6-2001                                                              | Göteborg                                                              | Svezia                                                                | 6 – 0                                                                 | Moldavia                                                              | Qual. Mondiali 2002                                                   | -                                                                     |                                                                       |
| 15-8-2001                                                             | Solna                                                                 | Svezia                                                                | 3 – 0                                                                 | Sudafrica                                                             | Amichevole                                                            | -                                                                     | 73’                                                                   |
| 17-4-2002                                                             | Oslo                                                                  | Norvegia                                                              | 0 – 0                                                                 | Svezia                                                                | Amichevole                                                            | -                                                                     | 46’                                                                   |
| 17-5-2002                                                             | Solna                                                                 | Svezia                                                                | 1 – 2                                                                 | Paraguay                                                              | Amichevole                                                            | -                                                                     |                                                                       |
| 25-5-2002                                                             | Tokyo                                                                 | Giappone                                                              | 1 – 1                                                                 | Svezia                                                                | Amichevole                                                            | -                                                                     | 14’                                                                   |
| 2-6-2002                                                              | Saitama                                                               | Inghilterra                                                           | 1 – 1                                                                 | Svezia                                                                | Mondiali 2002 - 1º turno                                              | -                                                                     |                                                                       |
| 7-6-2002                                                              | Kobe                                                                  | Nigeria                                                               | 1 – 2                                                                 | Svezia                                                                | Mondiali 2002 - 1º turno                                              | -                                                                     |                                                                       |
| 12-6-2002                                                             | Rifu                                                                  | Argentina                                                             | 1 – 1                                                                 | Svezia                                                                | Mondiali 2002 - 1º turno                                              | -                                                                     |                                                                       |
| 16-6-2002                                                             | Ōita                                                                  | Senegal                                                               | 2 – 1 gg                                                              | Svezia                                                                | Mondiali 2002 - Ottavi di finale                                      | -                                                                     |                                                                       |
| 21-8-2002                                                             | Mosca                                                                 | Russia                                                                | 1 – 1                                                                 | Svezia                                                                | Amichevole                                                            | -                                                                     |                                                                       |
| 20-11-2002                                                            | Teplice                                                               | Rep. Ceca                                                             | 3 – 3                                                                 | Svezia                                                                | Amichevole                                                            | -                                                                     |                                                                       |
| 2-4-2003                                                              | Budapest                                                              | Ungheria                                                              | 1 – 2                                                                 | Svezia                                                                | Qual. Euro 2004                                                       | -                                                                     |                                                                       |
| 30-4-2003                                                             | Stoccolma                                                             | Svezia                                                                | 1 – 2                                                                 | Croazia                                                               | Amichevole                                                            | -                                                                     | 59’                                                                   |
| 7-6-2003                                                              | Serravalle                                                            | San Marino                                                            | 0 – 6                                                                 | Svezia                                                                | Qual. Euro 2004                                                       | -                                                                     |                                                                       |
| 11-6-2003                                                             | Stoccolma                                                             | Svezia                                                                | 3 – 0                                                                 | Polonia                                                               | Qual. Euro 2004                                                       | -                                                                     | 87’                                                                   |
| 20-8-2003                                                             | Norrköping                                                            | Svezia                                                                | 1 – 2                                                                 | Grecia                                                                | Amichevole                                                            | -                                                                     |                                                                       |
| 6-9-2003                                                              | Göteborg                                                              | Svezia                                                                | 5 – 0                                                                 | San Marino                                                            | Qual. Euro 2004                                                       | -                                                                     |                                                                       |
| 10-9-2003                                                             | Varsavia                                                              | Polonia                                                               | 0 – 2                                                                 | Svezia                                                                | Qual. Euro 2004                                                       | -                                                                     |                                                                       |
| 11-10-2003                                                            | Stoccolma                                                             | Svezia                                                                | 0 – 1                                                                 | Lettonia                                                              | Qual. Euro 2004                                                       | -                                                                     | 46’                                                                   |
| 18-2-2004                                                             | Tirana                                                                | Albania                                                               | 2 – 1                                                                 | Svezia                                                                | Amichevole                                                            | -                                                                     |                                                                       |
| 31-3-2004                                                             | Göteborg                                                              | Svezia                                                                | 1 – 0                                                                 | Inghilterra                                                           | Amichevole                                                            | -                                                                     |                                                                       |
| 28-4-2004                                                             | Coimbra                                                               | Portogallo                                                            | 2 – 2                                                                 | Svezia                                                                | Amichevole                                                            | -                                                                     | 46’                                                                   |
| 28-5-2004                                                             | Tempere                                                               | Finlandia                                                             | 3 – 1                                                                 | Svezia                                                                | Amichevole                                                            | -                                                                     |                                                                       |
| 14-6-2004                                                             | Lisbona                                                               | Bulgaria                                                              | 0 – 5                                                                 | Svezia                                                                | Euro 2004 - 1º turno                                                  | -                                                                     | 41’                                                                   |
| 18-8-2004                                                             | Solna                                                                 | Svezia                                                                | 2 – 2                                                                 | Paesi Bassi                                                           | Amichevole                                                            | -                                                                     |                                                                       |
| 4-9-2004                                                              | Ta' Qali                                                              | Malta                                                                 | 0 – 7                                                                 | Svezia                                                                | Qual. Mondiali 2006                                                   | -                                                                     |                                                                       |
| 8-9-2004                                                              | Göteborg                                                              | Svezia                                                                | 0 – 1                                                                 | Croazia                                                               | Qual. Mondiali 2006                                                   | -                                                                     | 79’                                                                   |
| 9-10-2004                                                             | Stoccolma                                                             | Svezia                                                                | 3 – 0                                                                 | Ungheria                                                              | Qual. Mondiali 2006                                                   | -                                                                     |                                                                       |
| 13-10-2004                                                            | Reykjavík                                                             | Islanda                                                               | 1 – 4                                                                 | Svezia                                                                | Qual. Mondiali 2006                                                   | -                                                                     |                                                                       |
| 17-11-2004                                                            | Edimburgo                                                             | Scozia                                                                | 1 – 4                                                                 | Svezia                                                                | Amichevole                                                            | -                                                                     | 82’                                                                   |
| 22-1-2005                                                             | Carson                                                                | Corea del Sud                                                         | 1 – 1                                                                 | Svezia                                                                | Amichevole                                                            | -                                                                     |                                                                       |
| 26-1-2005                                                             | San Diego                                                             | Messico                                                               | 0 – 0                                                                 | Svezia                                                                | Amichevole                                                            | -                                                                     |                                                                       |
| 9-2-2005                                                              | Saint-Denis                                                           | Francia                                                               | 1 – 1                                                                 | Svezia                                                                | Amichevole                                                            | -                                                                     | 76’                                                                   |
| 26-3-2005                                                             | Sofia                                                                 | Bulgaria                                                              | 0 – 3                                                                 | Svezia                                                                | Qual. Mondiali 2006                                                   | -                                                                     |                                                                       |
| 4-6-2005                                                              | Göteborg                                                              | Svezia                                                                | 6 – 0                                                                 | Malta                                                                 | Qual. Mondiali 2006                                                   | -                                                                     |                                                                       |
| 8-6-2005                                                              | Stoccolma                                                             | Svezia                                                                | 2 – 3                                                                 | Norvegia                                                              | Amichevole                                                            | -                                                                     | cap. 46’                                                              |
| 3-9-2005                                                              | Solna                                                                 | Svezia                                                                | 3 – 0                                                                 | Bulgaria                                                              | Qual. Mondiali 2006                                                   | -                                                                     |                                                                       |
| 7-9-2005                                                              | Budapest                                                              | Ungheria                                                              | 0 – 1                                                                 | Svezia                                                                | Qual. Mondiali 2006                                                   | -                                                                     |                                                                       |
| 8-10-2005                                                             | Zagabria                                                              | Croazia                                                               | 1 – 0                                                                 | Svezia                                                                | Qual. Mondiali 2006                                                   | -                                                                     |                                                                       |
| 12-10-2005                                                            | Stoccolma                                                             | Svezia                                                                | 3 – 1                                                                 | Islanda                                                               | Qual. Mondiali 2006                                                   | -                                                                     |                                                                       |
| 12-11-2005                                                            | Seul                                                                  | Corea del Sud                                                         | 2 – 2                                                                 | Svezia                                                                | Amichevole                                                            | -                                                                     |                                                                       |
| 18-1-2006                                                             | Riad                                                                  | Arabia Saudita                                                        | 1 – 1                                                                 | Svezia                                                                | Amichevole                                                            | -                                                                     |                                                                       |
| 23-1-2006                                                             | Abu Dhabi                                                             | Svezia                                                                | 0 – 0                                                                 | Giordania                                                             | Amichevole                                                            | -                                                                     |                                                                       |
| 2-6-2006                                                              | Solna                                                                 | Svezia                                                                | 1 – 1                                                                 | Cile                                                                  | Amichevole                                                            | -                                                                     |                                                                       |
| 10-6-2006                                                             | Dortmund                                                              | Trinidad e Tobago                                                     | 0 – 0                                                                 | Svezia                                                                | Mondiali 2006 - 1º turno                                              | -                                                                     |                                                                       |
| 15-6-2006                                                             | Berlino                                                               | Svezia                                                                | 1 – 0                                                                 | Paraguay                                                              | Mondiali 2006 - 1º turno                                              | -                                                                     | 48’                                                                   |
| 20-6-2006                                                             | Colonia                                                               | Svezia                                                                | 2 – 2                                                                 | Inghilterra                                                           | Mondiali 2006 - 1º turno                                              | -                                                                     |                                                                       |
| 24-6-2006                                                             | Monaco di Baviera                                                     | Germania                                                              | 2 – 0                                                                 | Svezia                                                                | Mondiali 2006 - Ottavi di finale                                      | -                                                                     | 28’, 35’                                                              |
| 6-9-2006                                                              | Göteborg                                                              | Svezia                                                                | 3 – 1                                                                 | Liechtenstein                                                         | Qual. Euro 2008                                                       | -                                                                     |                                                                       |
| Totale                                                                |                                                                       | Presenze                                                              | 87                                                                    |                                                                       | Reti                                                                  | 0                                                                     |                                                                       |